# Fleninge församling
Fleninge församling är en församling i Bjäre-Kulla kontrakt i Lunds stift. Församlingen ligger i Helsingborgs kommun i Skåne län och ingår i Allerums pastorat.

## Administrativ historik
Fleninge församling har medeltida ursprung, där nuvarande sockenkyrka uppfördes på 1100-talet.
Församlingen är och har varit annexförsamling i pastoratet Allerum och Fleninge som från 2002 även omfattar Välinge-Kattarps församling.

## Kyrkor
- Fleninge kyrka

## Kyrkoherdar
Placerade i Allerums församling
| - Niels Hemmingsen, 1500-talet - Albrekt Hansen, 1500-talet - Knud Hansen, 1591–1636 - Christen Christensen, 1637–1656 - Niels Jensen Tulin, 1657–1686 - Palle Jakobsson Bang, 1687–1695 - Jonas Groterus, 1697–1705 - Nicolaus Stenhoff, 1707–1719 | - Olof Hellichius, 1719–1728 - Johannes Sundius, 1729–1774 - Anders Forssell, 1776–1786 - Gabriel Thulin, 1788–1821 - Sven Claesson Arrhén, 1821–1855 - Bernhard Pommer, 1855–1869 - Sven Sjögren, 1871–1885 - Arnold Hammar, 1887–1915 | - Albin G:son Bergstrand, 1915–1943 - Bruno Fredlund, 1943–1962 - Gunnar Åkesson, 1962–1977 - Karl Johan Tyrberg, 1977–1989 - Sten Salomonsson, 1989–2003 - Pär Stynsberg, 2004– |